# Чемпіонат УРСР із шахів 1971
40-й чемпіонат України (УРСР) з шахів, що проходив у Донецьку з 5 по 20 квітня 1971 року.

## Загальна інформація про турнір
Головний суддя турніру — В. Харін (республіканська категорія, Київ).
Місцем проведення ювілейного 40-го чемпіонату України було обрано місто Донецьк. Турнір проходив за швейцарською системою у 13 турів за участі 56 шахістів. На жаль, терміни проведення чемпіонату збіглися з термінами всесоюзного турніру товариства «Спартак», всесоюзними юнацькими та іншими змаганнями, в яких опинилися провідні українські шахісти. Якщо порівняти цей чемпіонат з попереднім, який зібрав дійсно сильний склад учасників, то ми побачимо лише двох з них — майстрів Юрія Коца та Олега Донченка. Звісно вони були серед фаворитів, як і Борис Коган, Володимир Альтерман та Борис Клюкін. Усього в турнірі взяли участь 11 майстрів, 40 кандидатів у майстри і навіть п'ятеро першорозрядників.
На початку турніру лідирував майстер з Кременчука Володимир Грохотов, який набрав 3 очка у перших трьох турах, після 9 туру вперед вийшли молоді чернівецькі кандидати у майстри Л. Лейдерман та М. Шер (по 7 очок).
Донецький майстер Юрій Коц спочатку був позаду лідерів. Але з восьмого туру почалася його серія з п'яти перемог. Настільки бурхливий фініш виявився не під силу решті лідерів. Зігравши в останньому турі внічию з майстром Б.Коганом, який переслідував його, Коц вдруге (через 10 років) став чемпіоном України. Коц посів чисте перше місце, що є рідкістю для змагань за швейцарською системою. Він набрав 9½ очок з 13 можливих.
На другому місці розташувався львівський майстер Борис Коган — 9 очок, тут теж не було поділу місць, що є ще більш рідкісним випадком у «швейцарках».
Для визначення третього призера прийшлось вдатися до підрахунку за системою Бухгольця, так як по 8½ очок набрали одразу п'ятеро шахістів. Бронзова нагорода була присуджена 21-річному студенту Одеського політехнічного інституту Валерію Бейму. Один із героїв старту 28-річний Леон Лейдерман (Чернівці) став четвертим, 26-річний студент із Херсона Валерій Тельман — п'ятим, шосте місце у Бориса Клюкіна (м.Селидове, Донецька область), досвідчений київський майстер Якір Курасс задовільнився сьомим місцем.
Із 364 зіграних на турнірі партій — 237 закінчилися перемогою однієї зі сторін (65,1 %), внічию завершилися 127 партій.

## Турнірна таблиця
| №  | Учасник                | Місто                 |  | + | − | = | Очки | Місце   |
| -- | ---------------------- | --------------------- |  | - | - | - | ---- | ------- |
| 1  | Юрій Коц               | Донецьк               |  | 7 | 1 | 5 | 9½   | Gold    |
| 2  | Борис Коган            | Львів                 |  | 6 | 1 | 6 | 9    | Silver  |
| 3  | Валерій Бейм           | Одеса                 |  | 4 | 0 | 9 | 8½   | Bronze  |
| 4  | Леон Ледерман          | Чернівці              |  | 6 | 2 | 5 | 8½   | 4       |
| 5  | Валерій Тельман        | Херсон                |  | 5 | 1 | 7 | 8½   | 5       |
| 6  | Борис Клюкін           | Селидове              |  | 5 | 1 | 7 | 8½   | 6       |
| 7  | Якір Курасс            | Київ                  |  | 6 | 2 | 5 | 8½   | 7       |
| 8  | Володимир Альтерман    | Севастополь           |  | 5 | 2 | 6 | 8    | 8 — 12  |
| 9  | Олег Биліно            | Ворошиловградська обл |  | 5 | 2 | 6 | 8    | 8 — 12  |
| 10 | Анатолій Іванов        | Чернігів              |  | 7 | 4 | 2 | 8    | 8 — 12  |
| 11 | Віталій Марченко       | Ворошиловградська обл |  | 6 | 3 | 4 | 8    | 8 — 12  |
| 12 | Мирон Шер              | Чернівці              |  | 5 | 2 | 6 | 8    | 8 — 12  |
| 13 | Володимир Бутурин      | Львів                 |  | 5 | 3 | 5 | 7½   | 13 — 18 |
| 14 | Рафаїл Горенштейн      | Львів                 |  | 5 | 3 | 5 | 7½   | 13 — 18 |
| 15 | Йосип Дорфман          | Львів                 |  | 6 | 4 | 3 | 7½   | 13 — 18 |
| 16 | Юрій Звіряка           | Ворошиловград         |  | 6 | 4 | 3 | 7½   | 13 — 18 |
| 17 | Сергій Левицький       | Донецьк               |  | 4 | 2 | 7 | 7½   | 13 — 18 |
| 18 | Адріан Михальчишин     | Львів                 |  | 6 | 4 | 3 | 7½   | 13 — 18 |
| 19 | Олег Донченко          | Херсон                |  | 3 | 2 | 8 | 7    | 19 — 22 |
| 20 | В. Драгунов            | Донецька обл          |  | 5 | 4 | 4 | 7    | 19 — 22 |
| 21 | Анатолій Третяков      | Одеська обл           |  | 5 | 4 | 4 | 7    | 19 — 22 |
| 22 | Микола Шальнєв         | Донецька обл          |  | 5 | 4 | 4 | 7    | 19 — 22 |
| 23 | Володимир Грохотов     | Кременчук             |  | 5 | 5 | 3 | 6½   | 23 — 34 |
| 24 | Володимир Токарєв      | Одеса                 |  | 5 | 5 | 3 | 6½   | 23 — 34 |
| 25 | Валерій Мусатов        | Дніпропетровськ       |  | 4 | 4 | 5 | 6½   | 23 — 34 |
| 26 | Рудольф Шамшин         | Ворошиловградська обл |  | 4 | 4 | 5 | 6½   | 23 — 34 |
| 27 | В. Ушаков              | Львівська обл         |  | 5 | 5 | 3 | 6½   | 23 — 34 |
| 28 | Владлен Хорхулу        | Черкаси               |  | 5 | 5 | 3 | 6½   | 23 — 34 |
| 29 | Семен Гершман          | Київ                  |  | 3 | 3 | 7 | 6½   | 23 — 34 |
| 30 | Ю. Дубчаков            | Київ                  |  | 3 | 3 | 7 | 6½   | 23 — 34 |
| 31 | Ігор Фойгель           | Київ                  |  | 3 | 3 | 7 | 6½   | 23 — 34 |
| 32 | Борис Дікарьов         | Макіївка              |  | 2 | 2 | 9 | 6½   | 23 — 34 |
| 33 | Володимир Калужин      | Харків                |  | 3 | 3 | 7 | 6½   | 23 — 34 |
| 34 | Михайло Абрамсон       | Севастополь           |  | 5 | 5 | 3 | 6½   | 23 — 34 |
| 35 | Борис Шпількер         | Хмельницька обл       |  | 3 | 4 | 6 | 6    | 35—40   |
| 36 | Раймонд Креславський   | Харків                |  | 3 | 4 | 6 | 6    | 35—40   |
| 37 | Г. Дьомін              | Миколаївська обл      |  | 2 | 3 | 8 | 6    | 35—40   |
| 38 | Всеволод Цебенко       | Львівська обл         |  | 4 | 5 | 4 | 6    | 35—40   |
| 39 | Олександр Ульський     | Хмельницька обл       |  | 5 | 6 | 2 | 6    | 35—40   |
| 40 | Владислав Менюк        | Івано-Франківськ      |  | 5 | 6 | 2 | 6    | 35—40   |
| 41 | Олександр Шаміс-Павлов | Донецьк               |  | 3 | 5 | 5 | 5½   | 41—44   |
| 42 | Георгій Дубівка        | Кіровоград            |  | 3 | 5 | 5 | 5½   | 41—44   |
| 43 | Євген Литвин           | Харків                |  | 4 | 6 | 3 | 5½   | 41—44   |
| 44 | Анатолій Харьков       | Хмельницька обл       |  | 4 | 6 | 3 | 5½   | 41—44   |
| 45 | Леонід Саплінов        | Кривий Ріг            |  | 2 | 5 | 6 | 5    | 45—49   |
| 46 | Євген Горшков          | Херсонська обл        |  | 3 | 6 | 4 | 5    | 45—49   |
| 47 | А. Остапенко           | Ворошиловградська обл |  | 4 | 7 | 2 | 5    | 45—49   |
| 48 | В. Кузьменко           | Кримська обл          |  | 4 | 7 | 2 | 5    | 45—49   |
| 49 | Б. Мелько              | Тернопільська обл     |  | 5 | 8 | 0 | 5    | 45—49   |
| 50 | В. Кожевніков          | Рівненська обл        |  | 3 | 7 | 3 | 4½   | 50—51   |
| 51 | Й. Бристовецький       | Чернівецька обл       |  | 3 | 7 | 3 | 4½   | 50—51   |
| 52 | Володимир Калінін      | Кримська обл          |  | 2 | 7 | 4 | 4    | 52—56   |
| 53 | Л. Чабіна              | Закарпатська обл      |  | 3 | 8 | 2 | 4    | 52—56   |
| 54 | О. Герасін             | Київська обл          |  | 2 | 7 | 4 | 4    | 52—56   |
| 55 | В. Кошмак              | Київська обл          |  | 3 | 8 | 2 | 4    | 52—56   |
| 56 | К. Афанасьєв           | Ворошиловградська обл |  | 3 | 8 | 2 | 4    | 52—56   |